# Paolo Milanoli
Paolo Milanoli (ur. 7 grudnia 1969 w Alessandrii) – włoski szermierz, szpadzista, złoty medalista olimpijski i dwukrotny mistrz świata.
Był zawodnikiem Gruppo Sportivo Fiamme Oro (klubu podlegającego ministerstwu spraw wewnętrznych). Na igrzyskach olimpijskich w Sydney w 2000 roku reprezentacja Włoch w składzie: Angelo Mazzoni, Paolo Milanoli, Alfredo Rota i Maurizio Randazzo wywalczyła złoty medal w turnieju drużynowym. Na tej samej imprezie zajął trzynaste miejsce w zawodach indywidualnych.
Podczas mistrzostw świata w Essen w 1993 roku wspólnie z Stefano Pantano, Angelo Mazzonim, Maurizio Randazzo i Sandro Cuomo zdobył złoty medal w zawodach drużynowych. Zdobył także złoty medal w rywalizacji indywidualnej podczas mistrzostw świata w Nîmes w 2001 roku. W finale pokonał tam Szwajcara Basila Hoffmanna.
Kilkukrotnie zdobywał medale mistrzostw Europy, w tym złoty drużynowo na mistrzostwach Europy w Bolzano w 1999 roku.

## Odznaczenia
- Commendatore Orderu Zasługi Republiki Włoskiej – 2000, Włochy[4]